# Chandhina
Chandhina är ett underdistrikt i Bangladesh. Det ligger i den centrala delen av landet, 60 km sydost om huvudstaden Dhaka.
Trakten runt Chandhina består till största delen av jordbruksmark. Runt Chandhina är det mycket tätbefolkat, med 1 819 invånare per kvadratkilometer.